# Newburg (Misuri)
Newburg es una ciudad ubicada en el condado de Phelps en el estado estadounidense de Misuri. En el Censo de 2010 tenía una población de 470 habitantes y una densidad poblacional de 295,07 personas por km².

## Geografía
Newburg se encuentra ubicada en las coordenadas 37°54′0″N 91°54′00″O / 37.90000, -91.90000. Según la Oficina del Censo de los Estados Unidos, Newburg tiene una superficie total de 1.59 km², de la cual 1.57 km² corresponden a tierra firme y (1.14%) 0.02 km² es agua.

## Demografía
Según el censo de 2010, había 470 personas residiendo en Newburg. La densidad de población era de 295,07 hab./km². De los 470 habitantes, Newburg estaba compuesto por el 98.72% blancos, el 0% eran afroamericanos, el 0.21% eran amerindios, el 0.21% eran asiáticos, el 0% eran isleños del Pacífico, el 0% eran de otras razas y el 0.85% pertenecían a dos o más razas. Del total de la población el 1.06% eran hispanos o latinos de cualquier raza.